# Soturac
Soturac település Franciaországban, Lot megyében. Lakosainak száma 638 fő (2022. január 1.). Soturac Duravel, Mauroux, Saint-Martin-le-Redon, Touzac, Fumel, Montayral és Saint-Front-sur-Lémance községekkel határos.

## Népesség
A település népessége az elmúlt években az alábbi módon változott:
| Lakosok száma | 749  | 733  | 711  | 657  | 635  | 627  | 637  | 640  | 640  | 638  |
|               | 1968 | 1982 | 1990 | 2006 | 2013 | 2015 | 2017 | 2019 | 2020 | 2022 |